# ITunes Live: London Festival '09 (Marina and the Diamonds)
iTunes Live: London Festival '09 è un EP dal vivo della cantautrice britannica Marina and the Diamonds, pubblicato il 15 luglio 2009.
È stato registrato presso la Roundhouse di Londra (Regno Unito), in occasione dell'iTunes Festival del 2009. Contiene cinque tracce estratte dal primo album della cantante, The Family Jewels, e una cover del brano What You Waiting For? di Gwen Stefani.

## Tracce
1. Obsessions (Live) – 3:15 (Marina Diamandis, Liam Howe)
2. I Am Not a Robot (Live) – 3:32 (Diamandis, Howe)
3. Mowgli's Road (Live) – 3:14 (Diamandis, Howe)
4. Seventeen (Live) – 2:59 (Diamandis Howe)
5. What You Waiting For? (Live) – 3:24 (Gwen Stefani, Linda Perry)

Durata totale: 16:24